# Garner (Carolina del Nord)
Garner è una città degli Stati Uniti d'America, situata nella Contea di Wake nello Stato della Carolina del Nord.